# رابطة خماسية

بنية مركب يحوي على رابطة خماسية بين ذرتي كروم في مركب [CrC_{6}H_{3}-2,6-(C_{6}H_{3}-.2,6-(CHMe_{2})_{2})_{2}]_{2.}

الرابطة الخماسية في الكيمياء، هي نوع غير عادي من الروابط الكيميائية بين الذرات، والتي تتضمن الرابطة الخماسية اشتراك عشرة إلكترونات لتشكيل الترابط الكمييائي بين الذرتين.
طرحت فكرة الرابطة الخماسية لأول مرة سنة 2005 لتفسير الترابط بين ذرتي كروم في أحد المركبات الكيميائية،. يؤدي وجود الربيطات إلى تسهيل الارتباط بين مركزي ذرتي الفلز، ويقلل من المسافة بين الذرية. أي أن وجود الربيطات العطرية على الترتيب Ar–Cr2–Ar سهل من الارتباط على هذا الشكل، وأعطى ثباتية للمركب بحيث أن المركب مستقر حتى لدرجات حرارة تصل إلى 200 °س. جرى التأكد من الرابطة الخماسية باستخدام وسائل في الكيمياء النظرية الكمومية وحسب نظرية الكثافة الوظيفية. أظهرت الحسابات أيضاً دور ربيطات تيرفينيل في عدم إضعاف الرابطة..

## البنية
تتألف الرابطة الخماسية من الروابط التالية:
- رابطة سيغما (dz2)
- 2 رابطة باي (dxz ، dyz)
- 2 رابطة دلتا (dxy ، dx2-y2)

بالتالي تختلف الرابطة الخماسية عن الرباعية بوجود رابطة دلتا إضافية ومنفطرة.

## للمزيد من الاطلاع
- * Laura Gagliardi & Björn O. Roos: "Quantum chemical calculations show that the uranium molecule U2 has a quintuple bond", نيتشر, 433, S. 848–851 (24. Februar 2005); دُوِي:10.1038/nature03249; ببمد: 15729337.
- Yu-Lun Huang, Duan-Yen Lu, Hsien-Cheng Yu, Jen-Shiang K. Yu, Chia-Wei Hsu, Ting-Shen Kuo, Gene-Hsiang Lee, Yu Wang, Yi-Chou Tsai, Stepwise Construction of the Cr-Cr Quintuple Bond and Its Destruction upon Axial Coordination, Angewandte Chemie International Edition, 2012, Volume 51, Issue 31, S. 7781–7785, دُوِي:10.1002/anie.201202337.